# Tomen y Bala
Tomen y Bala är ett slott i Storbritannien.   Det ligger i kommunen Gwynedd och riksdelen Wales, i den södra delen av landet, 280 km nordväst om huvudstaden London. Tomen y Bala ligger 167 meter över havet. Det ligger vid sjön Bala Lake.
Terrängen runt Tomen y Bala är huvudsakligen kuperad, men åt sydväst är den platt. Tomen y Bala ligger nere i en dal. Runt Tomen y Bala är det ganska glesbefolkat, med 45 invånare per kvadratkilometer. Närmaste större samhälle är Corwen, 16,5 km nordost om Tomen y Bala. I omgivningarna runt Tomen y Bala växer i huvudsak blandskog.